# Obični bagrem
Obični bagrem (mirisavi bagrem; lat. Robinia pseudoacacia)  je bjelogorična vrsta drveća iz porodice mahunarki (lat. Fabaceae). Poznat je i pod nazivom pseudo-akacija ili lažna akacija, odnosno pseudo-agacija.

## Rasprostranjenost
Potječe iz jugoistočnog dijela SAD-a, ali se proširio na Sjevernu Ameriku, Europu i Aziju. U nekim područjima se smatra invazivnom vrstom. U Europu je prenesen 1601. godine. U privatnim šumama kontinentalne Hrvatske je jedna od najraširenijih vrsta drveća. Voli pjeskovita tla. Šumari ga koriste u zasadima za zaštitu od erozija.

## Izgled
Raste u visinu do 25 m, a u debljinu do 90 cm. Kora je starijeg debla uzdužno izbrazdana. Izbojci su bridasti i goli. Palistići se pretvaraju u jake bodlje, oko 2 cm duge, uglavnom ravne, na bazi proširene i drvenaste. One su na svakoj strani pupa po jedna. List se sastoji od 9 do 25 eliptičnih, slabije dlakavih 3-5 cm dugih listića. Cvjetovi su bijeli i mirisavi, u grozdovima dugim 20 cm. Cvjeta u svibnju, poslije listanja. Mahuna je do 10 cm duga i gola, ima 4 do 10 sjemenki. Supke su ovalne. Optimalna zrelost se postiže oko 30 godine života. Drvo je žuto-smeđe boje i tvrdo, odlično je za ogrjev, gori polako, s jedva vidljivim dimom i postiže visoke temperature gorenja. Drvo je odlično i za izradu različitih predmeta. Zbog flavonoida, bagremovo drvo može preživjeti i 100 godina pod zemljom.

## Podvrste
Priznate su 3 podvrste, to su:
- Robinia pseudoacacia f. monophylla-pendula (Dieck) Voss
- Robinia pseudoacacia var. pendula (Ortega) Loudon
- Robinia pseudoacacia var. pyramidalis (Pepin) C.K.Schneid.

## Bagremov med
Bagremov med izrazito je svijetle žute boje, blaga ugodna mirisa i okusa, lagan i ukusan, preporučuje se djeci i rekonvalescentima. Zbog svojih osobina ubraja se u najcjenjenije vrste meda. Mjesecima ostaje u tekućem stanju i vrlo sporo kristalizira, zato što u sastavu sadrži više fruktoze od glukoze. Same pčele dobro i uspješno prezimuju, ako im se osigura zimovanje na bagremovu medu. Preporuča se uzimanje s čajem od kamilice, jer se tako pojačava djelovanje meda i čaja. Također je preporučljivo uzimanje navečer prije spavanja. Jakih i obilnih bagremovih paša za pčele nalazimo gotovo u svim kopnenim krajevima Hrvatske u kojima je nekad sađen ili se proširio prirodnim putem kao vrlo prilagodljiva biljka.

## Toksičnost
Svi dijelovi bagrema su otrovni, osim cvjetova. Kora je posebno otrovna. Posebno je otrovan za konje i perad. Ako konj pojede dijelove bagrema, nakon sat vremena, javljaju se simptomi proljeva, slabosti, srčane aritmije, abdomenalni bolovi i depresija. Potrebno je hitno pozvati veterinara.

## Jestivost i ljekovitost
Od cvjetova se u Rusiji radi vino i marmelada. Cvjetovi se mogu umočiti u tijesto za palačinke i pržiti (kao i cvjetovi bazge). Ne jede se stabljika. Sjemenke se također smatraju jestivima u svježem i prokuhanom stanju, a jestivima se smatraju i mlade mahune. Od sjemenki se prženjem može prirediti nadomjestak za kavu.
Koristi se i kao ljekovita biljka (kora, listovi cvjetovi), posebno za gastritis, povišenu kiselinu, čir na želucu, ali treba biti na oprezu, zbog potencijalne toksičnosti kore i listova.

## Sastav
Kora i cvjetovi sadrže robinin (do 3,6 %). Cvjetovi sadrže i: akacin, bikrobin, bikvercitin, eterično ulje (po sastavu linalon, terpineol, heliotropin, indol, antranilova kiselina). Drvo sadrži flavonoide: robinetin, dihidrorobinetin, fizetin, robtin, robtein, butein, likvartigenin i druge. Listovi sadrže glikozide siringin i indikan, vitamin A, askorbinsku kiselinu, flavonoide, taninske tvari.

## Galerija
- Stablo bagrema
- Lišće bagrema
- Cvjetovi bagrema
- Mahune bagrema
- Kora bagrema
- Bodlje bagrema
- Drvo bagrema
- Kultivar Robinia pseudoacacia ‘Umbraculifera’
- Mrtvo stablo poznato pod nazivom Stara akacija
- Robinia pseudoacacia

## Vanjske poveznice
- Plants For A Future